# Панасовка (Залозецкая поселковая община)
Панасовка (укр. Панасівка) — село в Залозецкой поселковой общине Тернопольского района Тернопольской области Украины.
Код КОАТУУ — 6122687601. Население по переписи 2001 года составляло 426 человек.
До 2020 года входило в Зборовский район.

## Географическое положение
Село Панасовка находится на левом берегу реки Серет Левый,
выше по течению на расстоянии в 1,5 км расположено село Чёрный Лес,
ниже по течению на расстоянии в 1 км и
на противоположном берегу расположено село Загорье.

## История
- 1785 год — дата основания.

## Объекты социальной сферы
- Школа I ст.
- Клуб.
- Фельдшерско-акушерский пункт.

## Достопримечательности
- Братская могила советских воинов.